# Oggetti non stellari nella costellazione del Sagittario
Principali oggetti non stellari visibili nella costellazione del Sagittario.

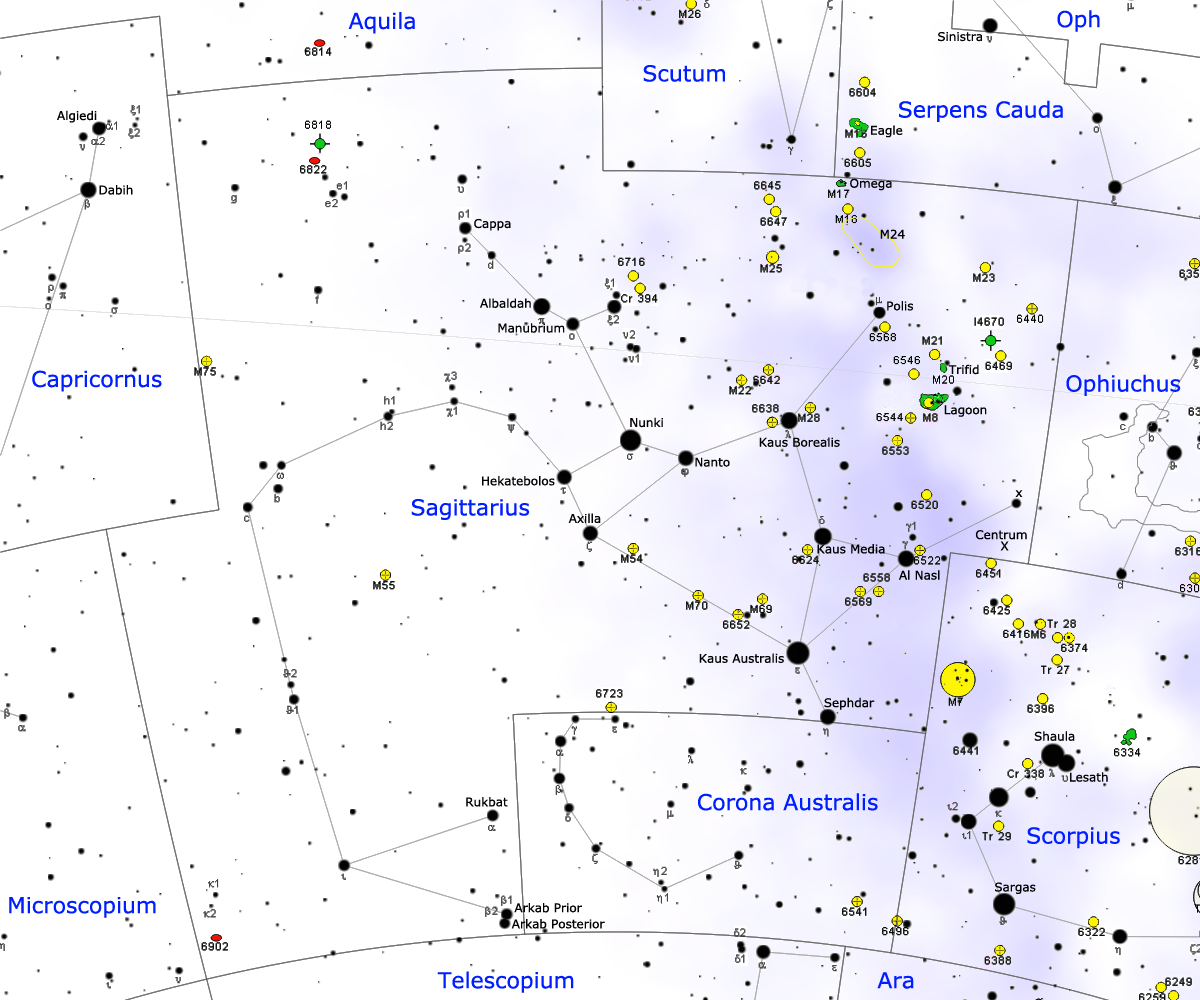
Mappa della costellazione del Sagittario.

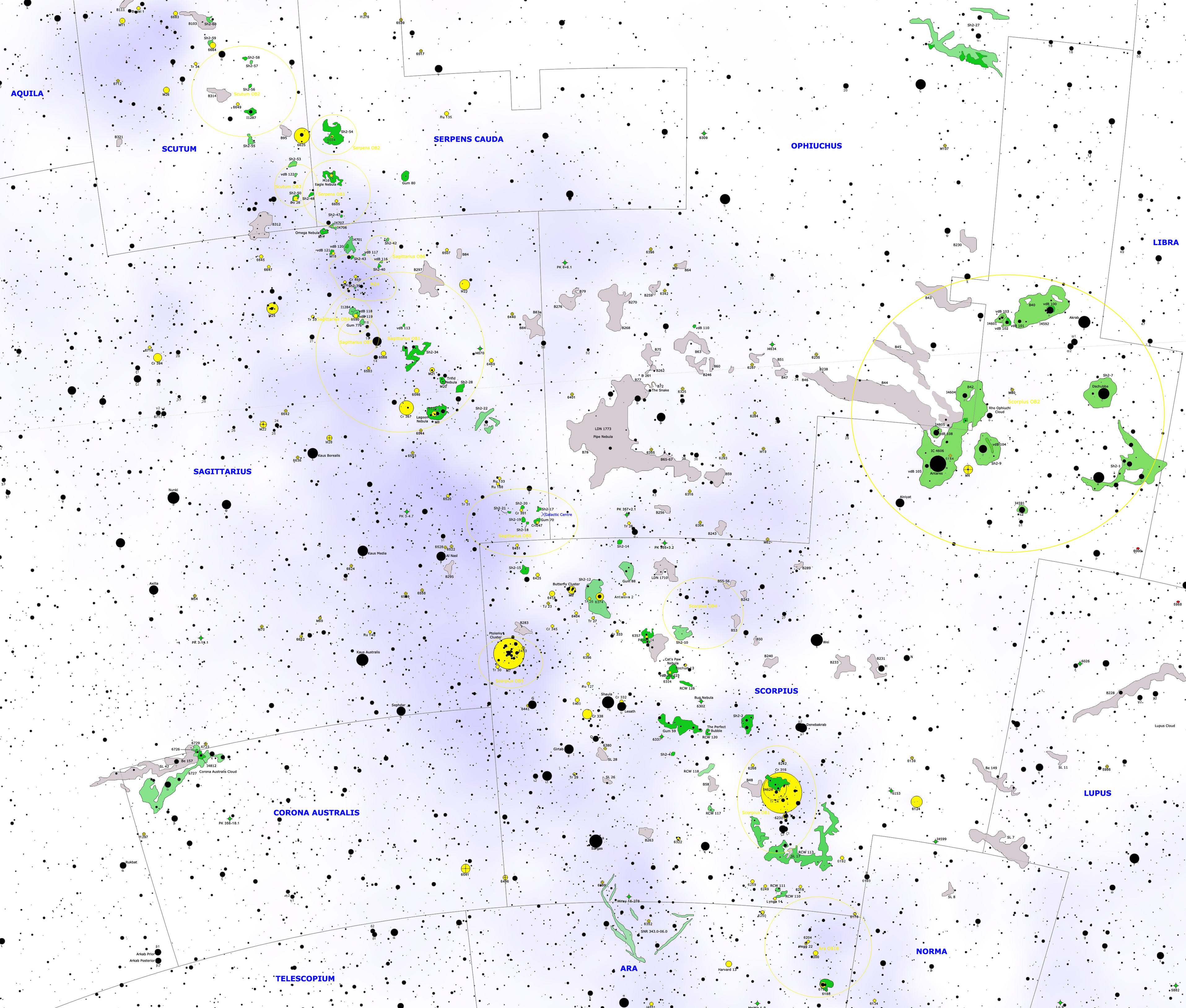
Mappa dettagliata del centro della Via Lattea.

## Ammassi aperti
- Corrente stellare del Sagittario
- M18
- M21
- M23
- Nube stellare del Sagittario (M24)
- M25
- NGC 6469
- NGC 6520
- NGC 6530
- NGC 6546
- NGC 6568
- NGC 6590
- NGC 6645
- NGC 6647
- NGC 6716

## Ammassi globulari
- M22
- M28
- M54
- M55
- M69
- M70
- M75
- NGC 6440
- NGC 6522
- NGC 6544
- NGC 6553
- NGC 6569
- NGC 6624
- NGC 6638
- NGC 6652
- NGC 6723

## Nebulose planetarie
- Abell 65
- Hamburger di Gomez
- IC 4670
- NGC 6537
- NGC 6578
- NGC 6629
- NGC 6644
- NGC 6445
- NGC 6563
- NGC 6567
- NGC 6818
- Sh2-71

## Nebulose diffuse
- IC 1284
- Nebulosa Laguna (M8)
- Nebulosa Omega (M17)
- Nebulosa Pistola
- Nebulosa Trifida (M20)
- NGC 6589
- NGC 6595
- Regione di Sagittarius OB7
- RCW 159
- Sagittarius B2
- Scutum supershell
- Sh2-16
- Sh2-17
- Sh2-18
- Sh2-19
- Sh2-20
- Sh2-21
- Sh2-22
- Sh2-35
- Sh2-38
- Sh2-40
- Sh2-41
- Sh2-42
- Sh2-51
- Sh2-63
- vdB 116
- vdB 117

## Oggetti di Herbig-Haro
- HH 80/81

## Oggetti esotici
- Sagittarius A
- Sagittarius A*

## Galassie
- Galassia Nana Ellittica del Sagittario
- NGC 6822 (Galassia di Barnard)
- NGC 6902

## Ammassi di galassie
- Abell 3677
- MACS J1931.8–2635